# سانت أركانجيلو
سانت أركانجيلو (بالإيطالية: Sant'Arcangelo)‏ هي بلدية في مقاطعة بوتنسا في إقليم بازيليكاتا الإيطالي.

## السكان
في سنة 1861 بلغ عدد السكان 3٬844 نسمة، وتطور العدد ليصل في سنة 2011 لـ 6٬506 نسمة.
يظهر هذا المخطط البياني تطور النمو السكاني لـ سانت أركانجيلو

## أعلام
- فيتو دي فيليبو